# كأس العالم للأندية لكرة السلة 1985
كأس العالم للأندية لكرة السلة 1985 هو الموسم 28 من كأس القارات لكرة السلة. أشرف على تنظيمه الاتحاد الدولي لكرة السلة، وكان عدد الأندية المشاركة فيه 10، وفاز فيه نادي برشلونة لكرة السلة.